# Avenida de América (stanice metra v Madridu)
Avenida de América (plným názvem španělsky Estación de Avenida de América, často zkracováno jen jako Avda. América; doslovně přeloženo jako „Americká třída“) je stanice metra v Madridu. Nachází se pod třídou Avenida de América a ulicemi Francisco Silvela, María de Molina a Príncipe de Vergara na rozhraní městských obvodů Salamanca a Chamartín. Stanice patří k nejdůležitějším dopravním uzlům v Madridu – kromě přestupu mezi čtyřmi linkami metra 4, 6, 7 a 9 se zde nachází rozsáhlý podzemní terminál městské, příměstské i dálkové autobusové dopravy, tzv. intercambiador. Je jedinou stanicí v síti metra, kde se protínají čtyři linky (což je nejvíce). Mezi lety 1986 a 1998 se ve stanici křížilo dokonce 5 linek (pátou linkou metra byla bývalá linka 8 vedoucí ze stanice Nuevos Ministerios. Ve stanici se nachází i podzemní parkoviště, informační kancelář a kancelář vydávající průkazky MHD. Stanice se nachází v tarifním pásmu A a není bezbariérově přístupná s výjimkou autobusové stanice.

## Historie
Stanice byla poprvé otevřena 26. března 1973 za přítomnosti generalissima Francisca Franca y Bahamonde jako součást prodloužení linky 4 ze stanice Diego de León do stanice Alfonso XIII. Již v té době bylo pamatováno na výstavbu dalších stanic ostatních linek a byly připraveny přístupy k budoucím nástupištím. O dva roky později – 17. května 1975 bylo do provozu uvedeno rozšíření linky 7 ze stanice Pueblo Nuevo do stanice Avenida de América a stanice se tak stala přestupní a konečnou pro linku 7.
O další čtyři roky později, 11. října 1979, byla otevřena stanice linky 6 za přítomnosti španělského krále Juana Carlose I. a madridského starosty Luise María Huete. Stanice tvořila součást prvního úseku linky mezi stanicemi Pacífico a Cuatro Caminos. Stalo se tak při příležitosti 60. výročí otevření prvního úseku madridského metra (linky 1) královým dědečkem Alfonsem XIII. v roce 1919. 30. prosince 1983 byla do stanice zavedena linka 9 (jako úsek 9B) v rámci prodloužení mezi stanicemi Plaza de Castilla a právě Avenida de América. Stanice se tak pro ní stala konečnou.
24. února 1986 došlo k prodloužení linky 9 do stanice Sainz de Baranda, kterým byly propojeny do té doby samostatné úseky této linky. Slavnostní otevření se konalo za účasti ministra dopravy Abela Caballera, předsedy Madridského společenství Joaquína Leguiny a starosty Madridu Juana Barranca. Ve stejném roce, 23. prosince, bylo otevřeno prodloužení původní linky 8 ze stanice Nuevos Ministerios. Ačkoliv bylo původně plánované pouze jako propojovací tunel mezi linkami za účelem průjezdu vlaků, nakonec bylo rozhodnuto užívat tunel i pro přepravu cestujících. Vlaky zastavovaly ve stejné stanici jako vlaky linky 7 a to tak, že každá linka používala jednu kolej. (Původně obě koleje, nebo jednu z nich, používala linka 7 pro obraty.)
Toto propojení vydrželo do roku 1998, kdy byla 16. října prodloužena linka 7 do stanice Canal a zbytek linky 8 byl včleněn do linky 10. Propojení mezi linkami však zůstalo zachováno a všechny tři nástupiště začala sloužit výhradně lince 7.
V roce 2000 byla otevřena podzemní autobusová stanice, druhá svého druhu po Moncloe.

## Popis

Schematický půdorys stanice

Schéma rozmístění autobusových zastávek

Mezi vchodem do stanice a samotným vestibulem se nacházejí tři patra, sloužící k různým účelům:
- Patro –1: Zastávky dálkových autobusů, pokladny a obchody
- Patro –2: Zastávky městských a příměstských autobusů (EMT)
- Patro –3: Vestibul stanice metra, obchody, podzemní parkoviště

Dvě boční nástupiště linky 4 se nacházejí v nejmenší hloubce ze všech (odpovídá úrovni –4) a sledují osu ulice Francisco Silvela. Nástupiště linky 7 se nacházejí v ose třídy Avenida de América a ulice María de Molina (kolmo na osu linky 4). Jedná se o druhá nejhlouběji položená nástupiště, v době svého otevření však byla nejhlubšími ve stanici. Nástupiště jsou uspořádána jako dvě boční a jedno ostrovní. Toto uspořádání má usnadnit nástup a výstup v době přepravní špičky. Zároveň se jedná o nejodlehlejší stanici celého uzlu.
Nástupiště linky 6, která mají obdobné uspořádání jako nástupiště linky 7, se nacházejí stejně jako nástupiště linky 4 rovnoběžně s ulicí Francisco Silvela v hloubce mezi zmíněnými dvěma linkami. Nástupiště linky 9 je nejhlubší a nachází se v ose ulice Príncipe de Vergara a jejich osa je tak různoběžná se všemi ostatními linkami. Uspořádání nástupišť je klasické se dvěma bočními nástupišti.

## Provoz
Ze stanice linky 7 vede tunel – tzv. telescopio, který ji spojuje s linkou 10 (jde o pozůstatek po bývalé lince 8). Výstup do ulice Pedro Valdivia je otevřen pouze mezi 6.00 a 21.40.

## Fotogalerie

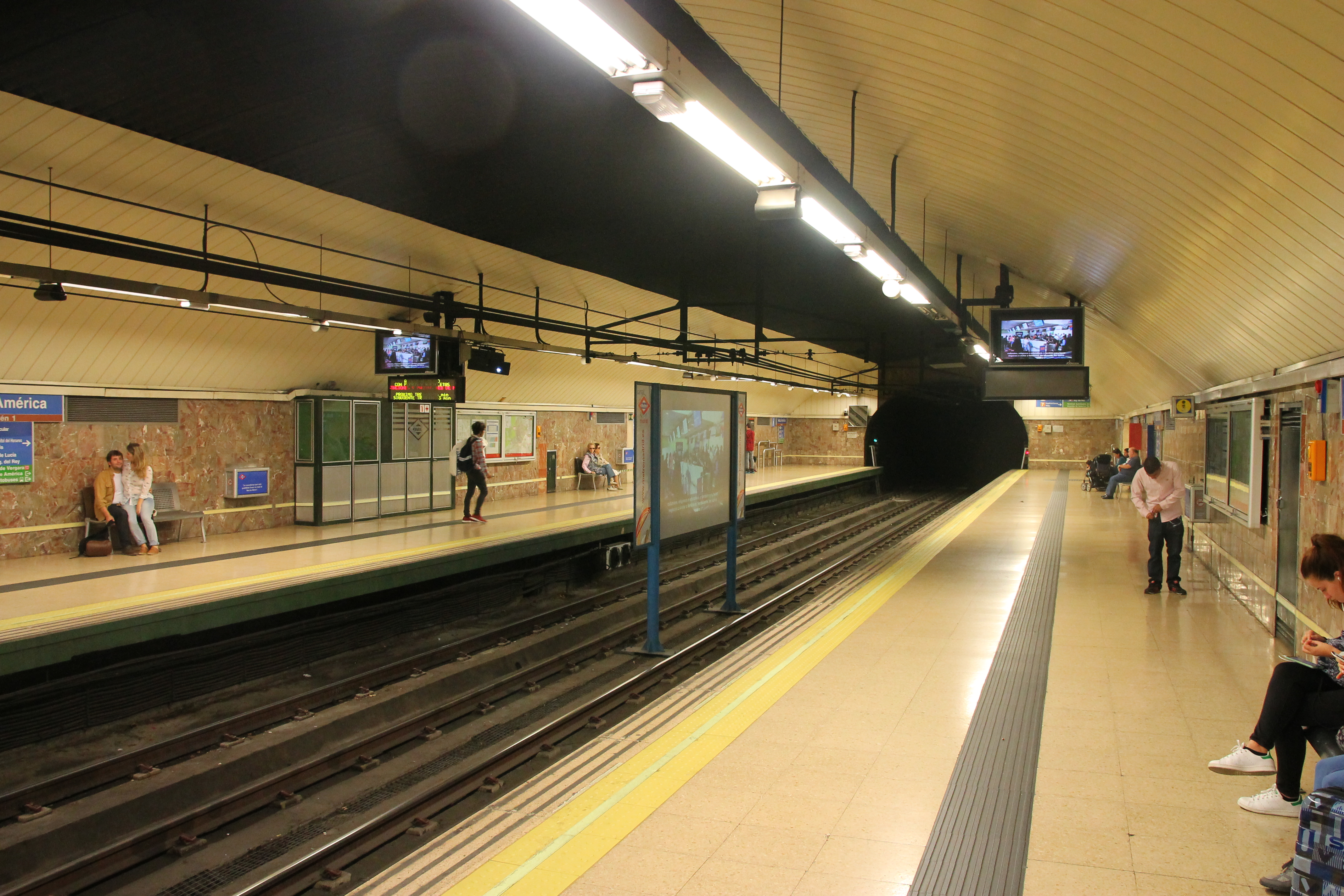
Nástupiště linky 4
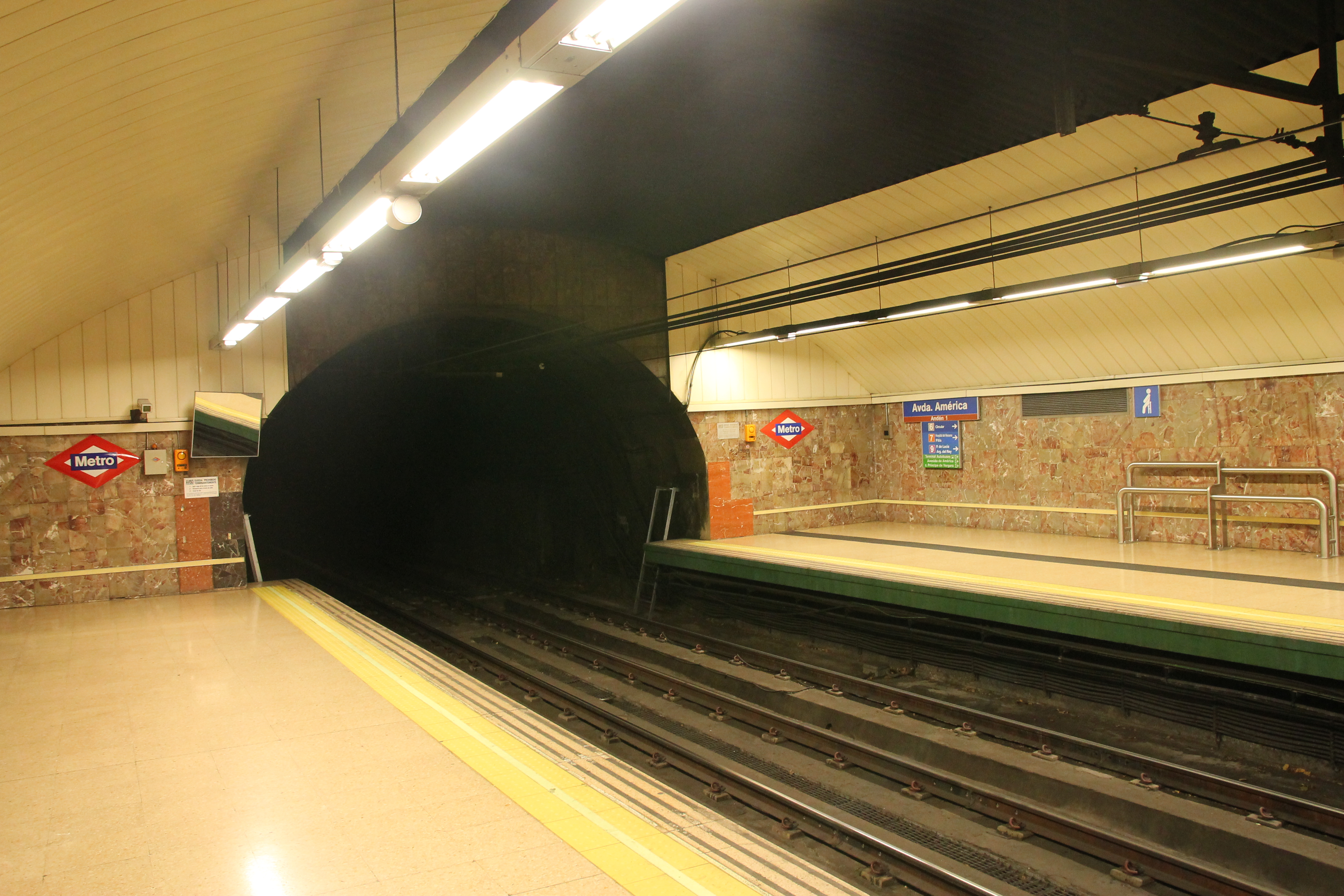
Nástupiště linky 4
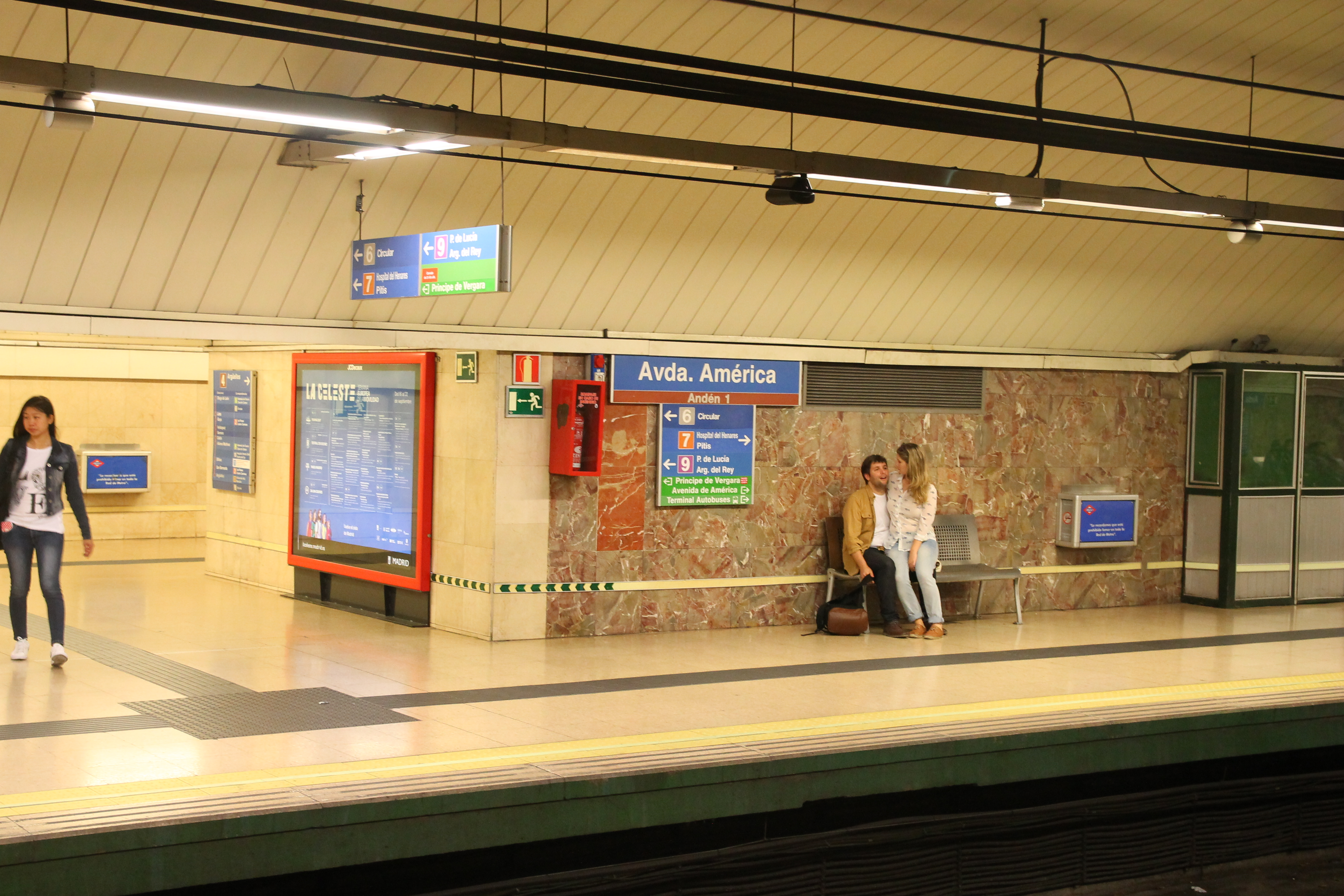
Nástupiště linky 4
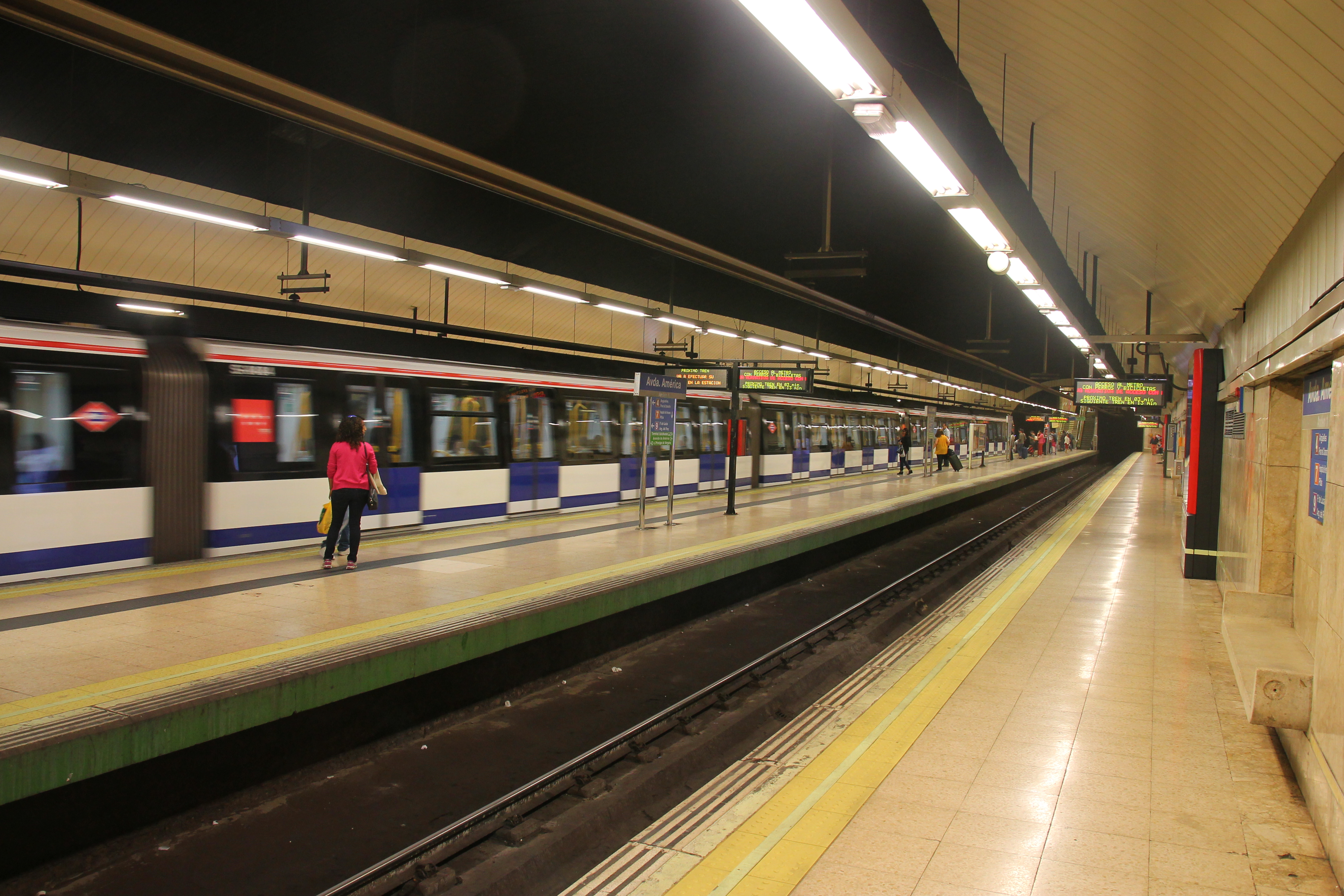
Nástupiště linky 6
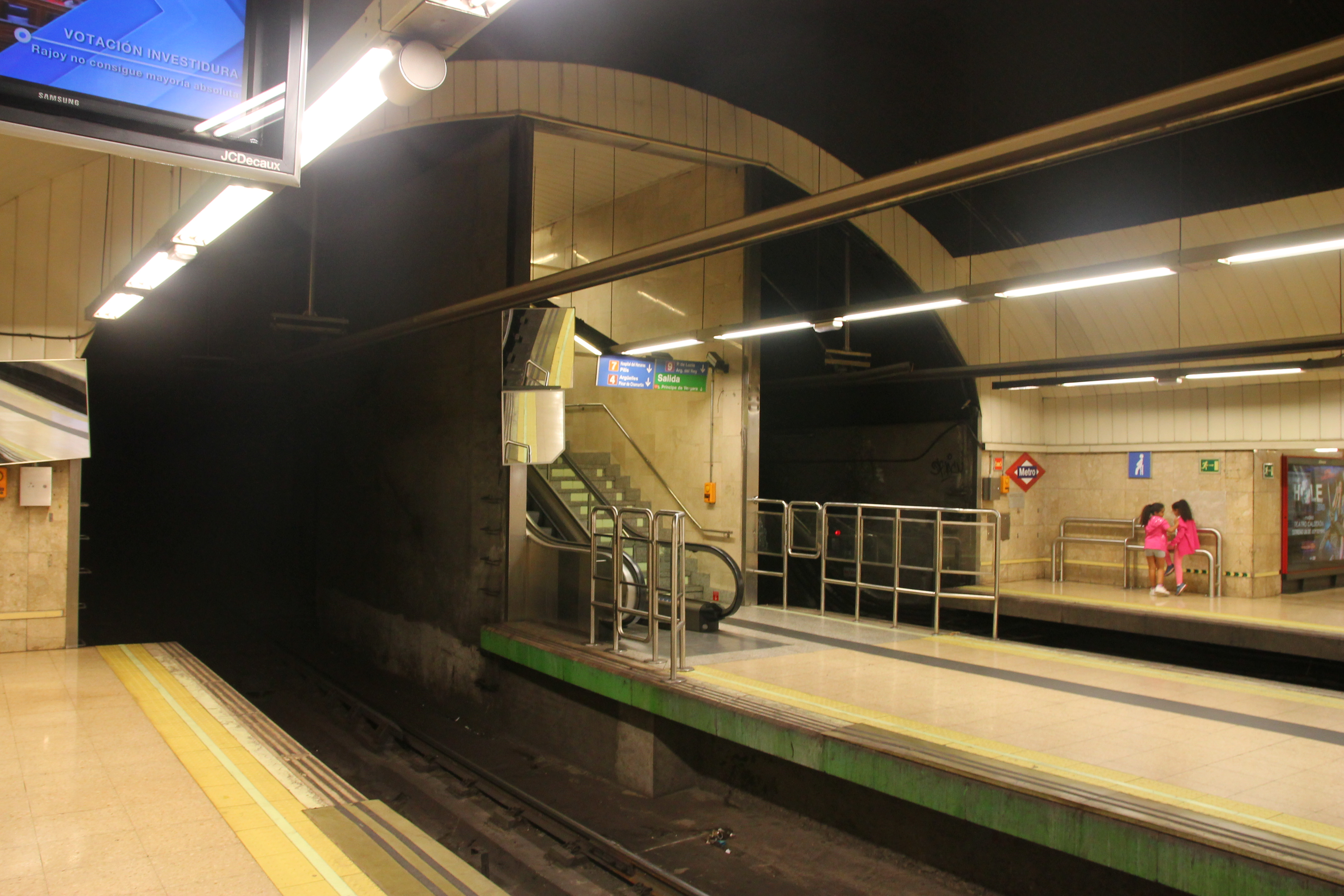
Nástupiště linky 6
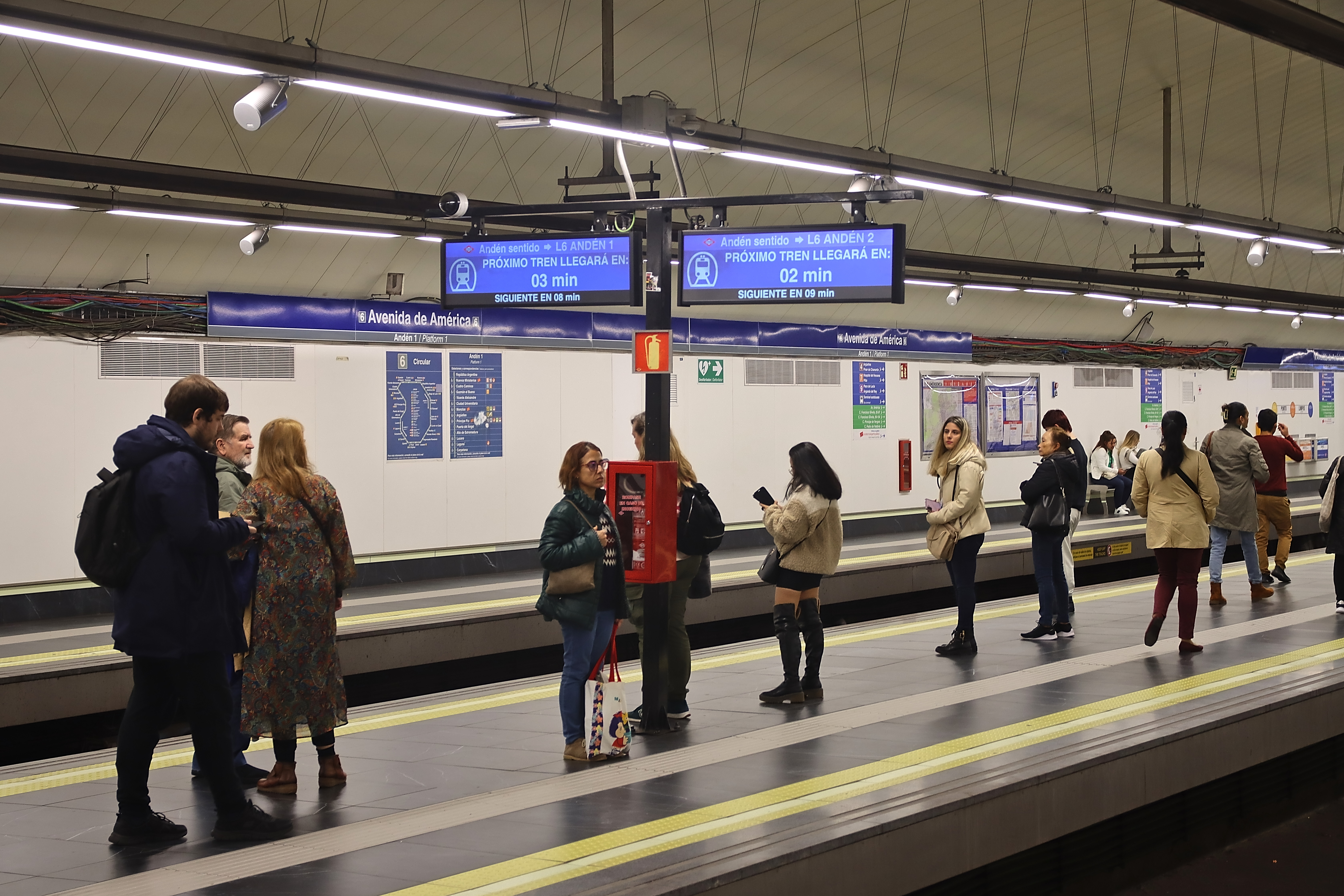
Nástupiště linky 6 po rekonstrukci
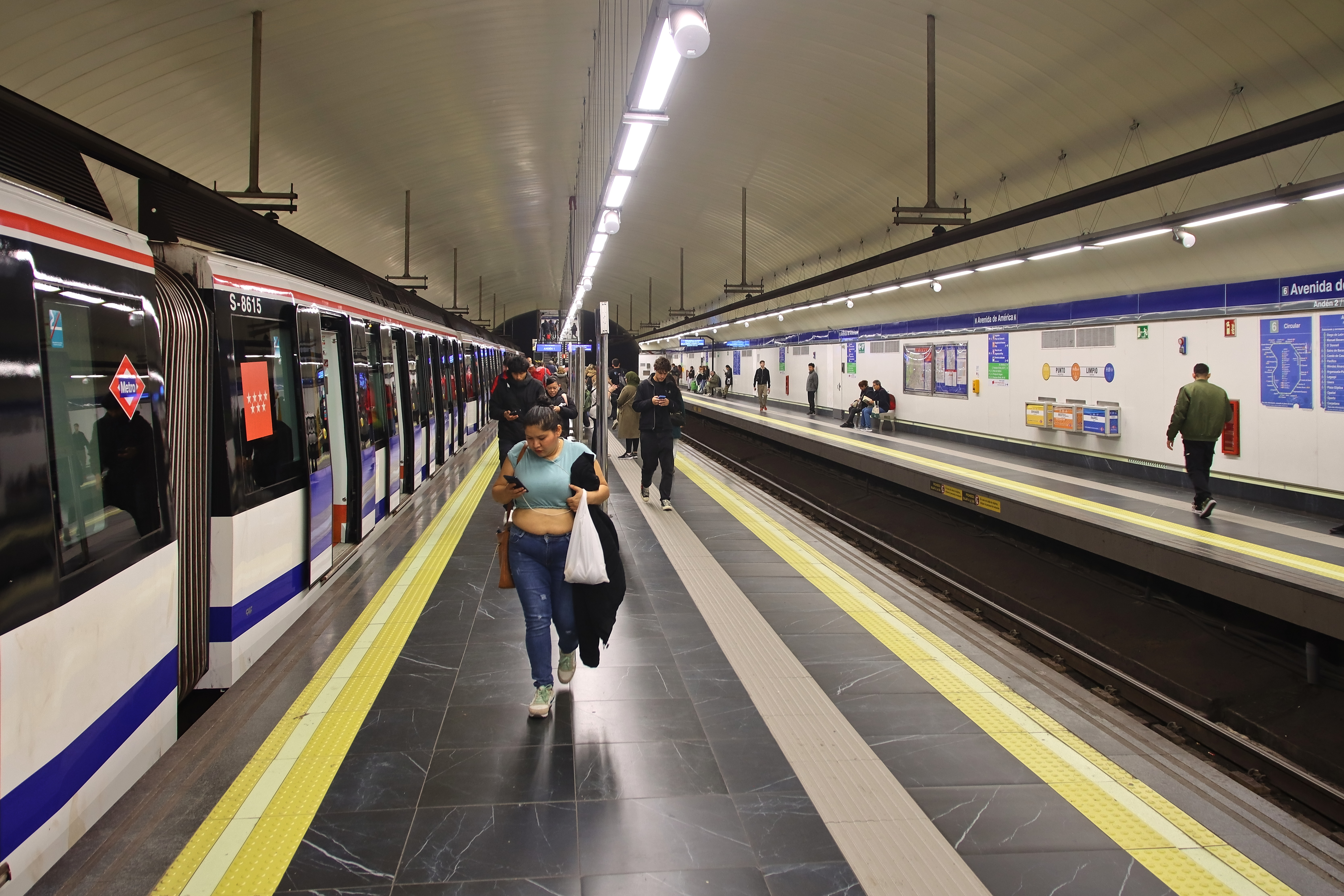
Středové nástupiště linky 6
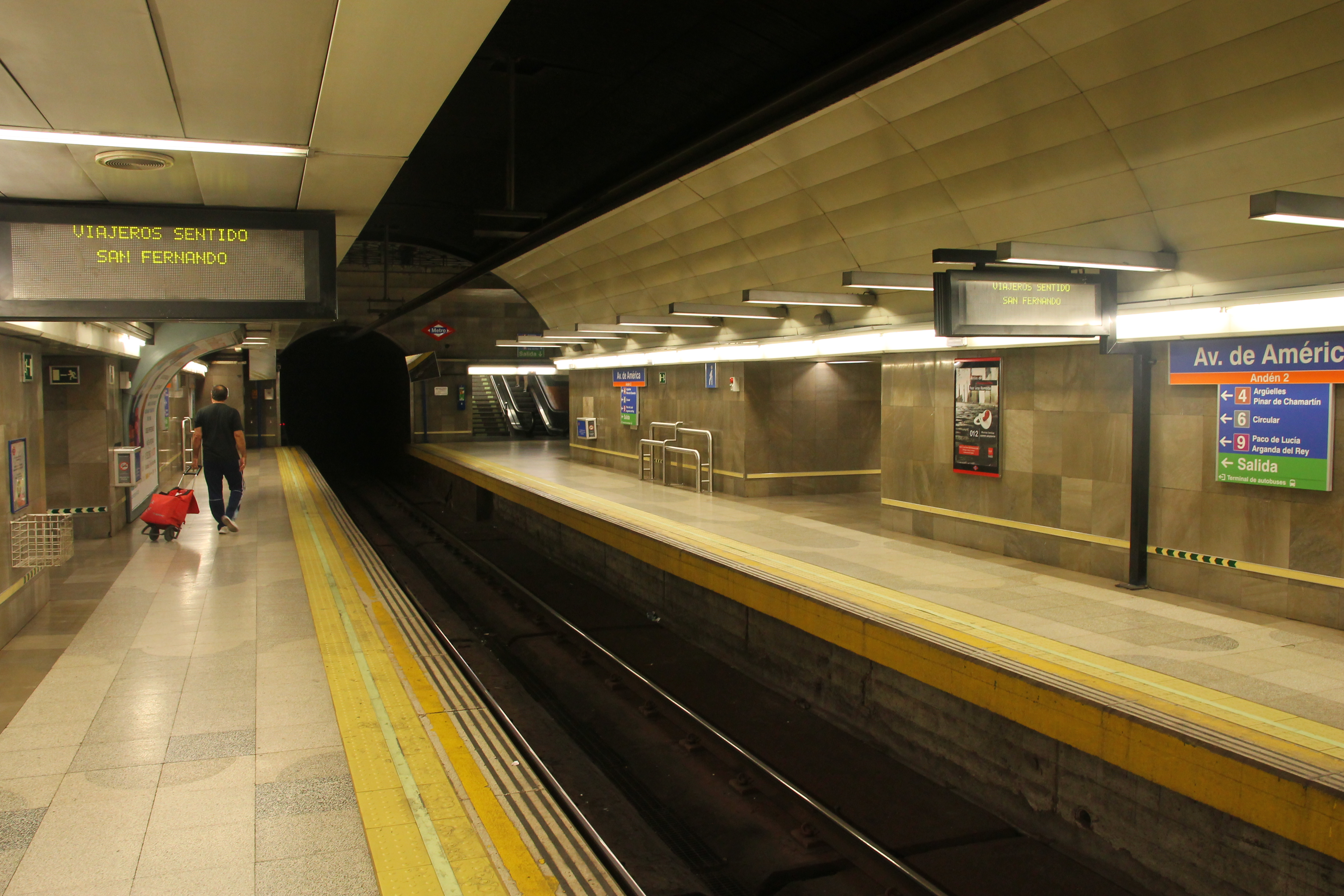
Nástupiště linky 7 před rekonstrukcí
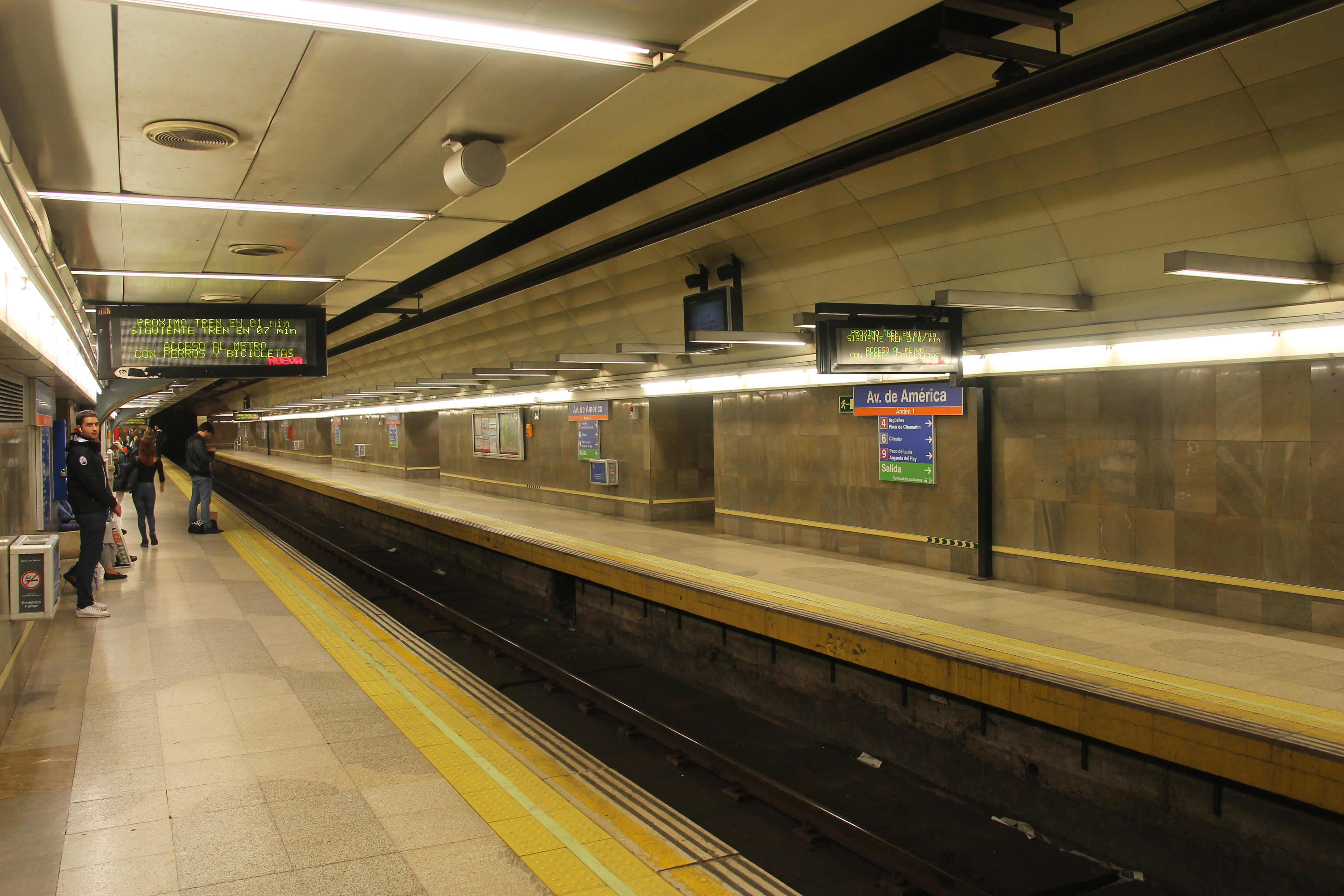
Nástupiště linky 7
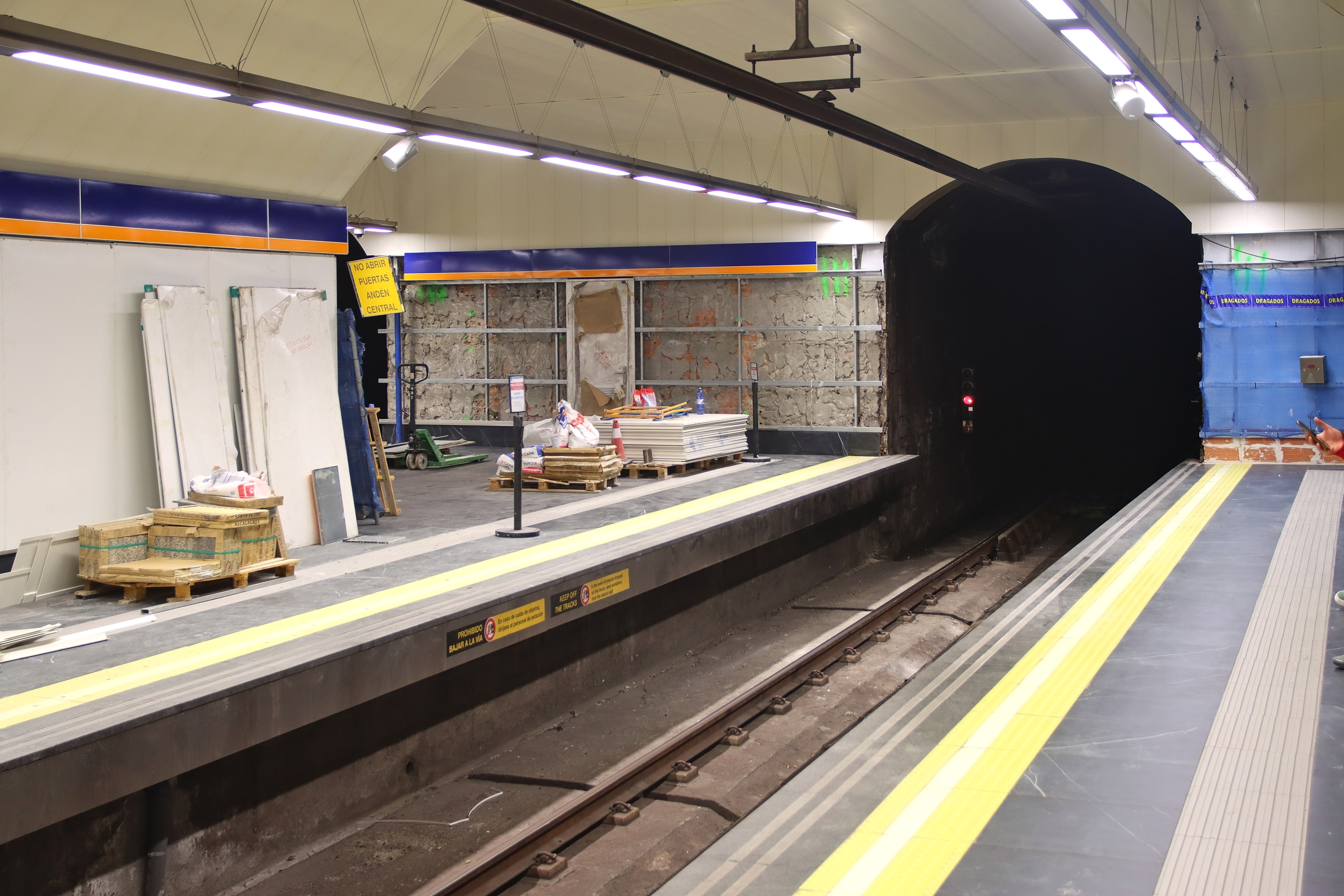
Rekonstrukce obložení stanice linky 7
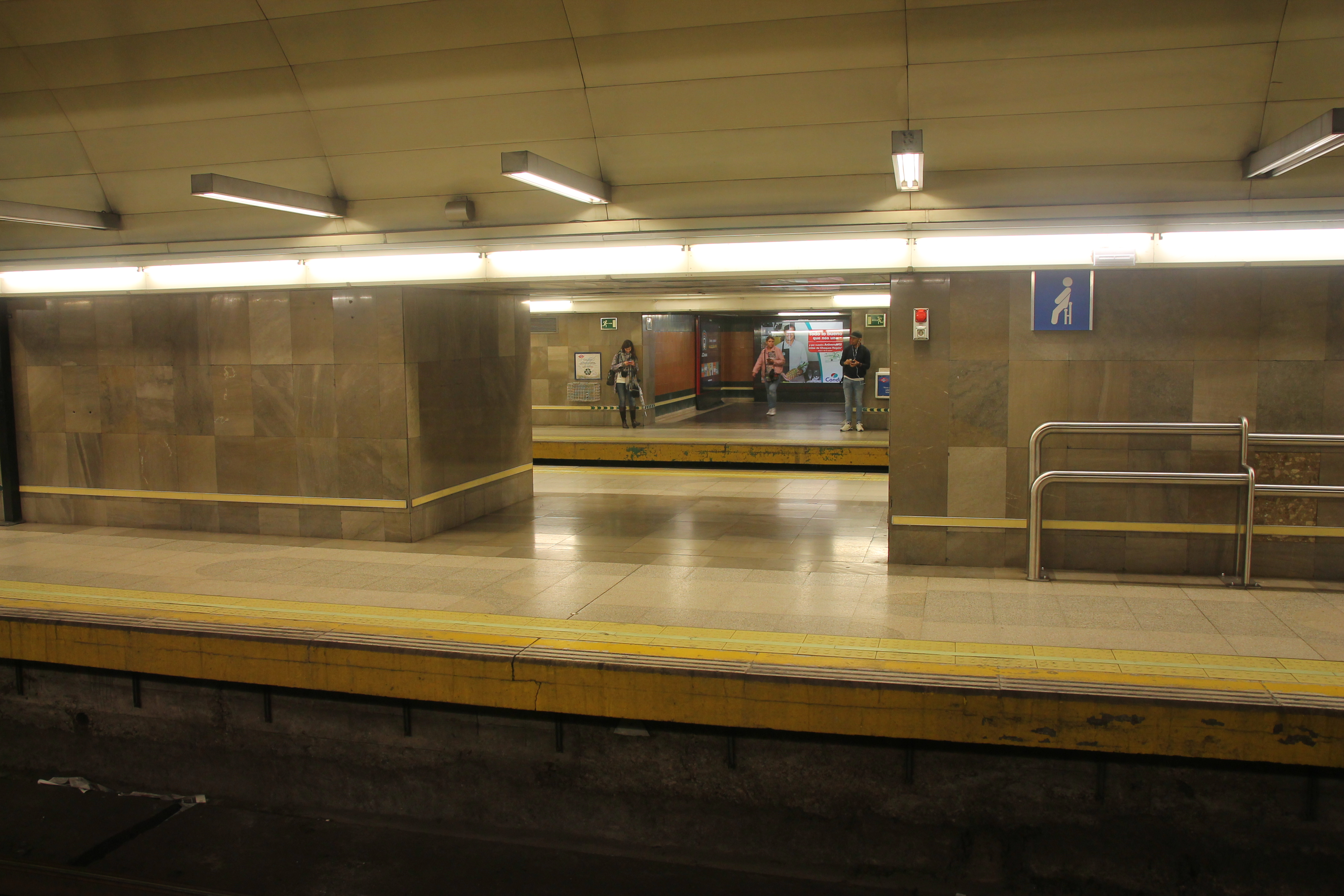
Středové nástupiště linky 7 – pohled na průchod mezi dvěma částmi stanice
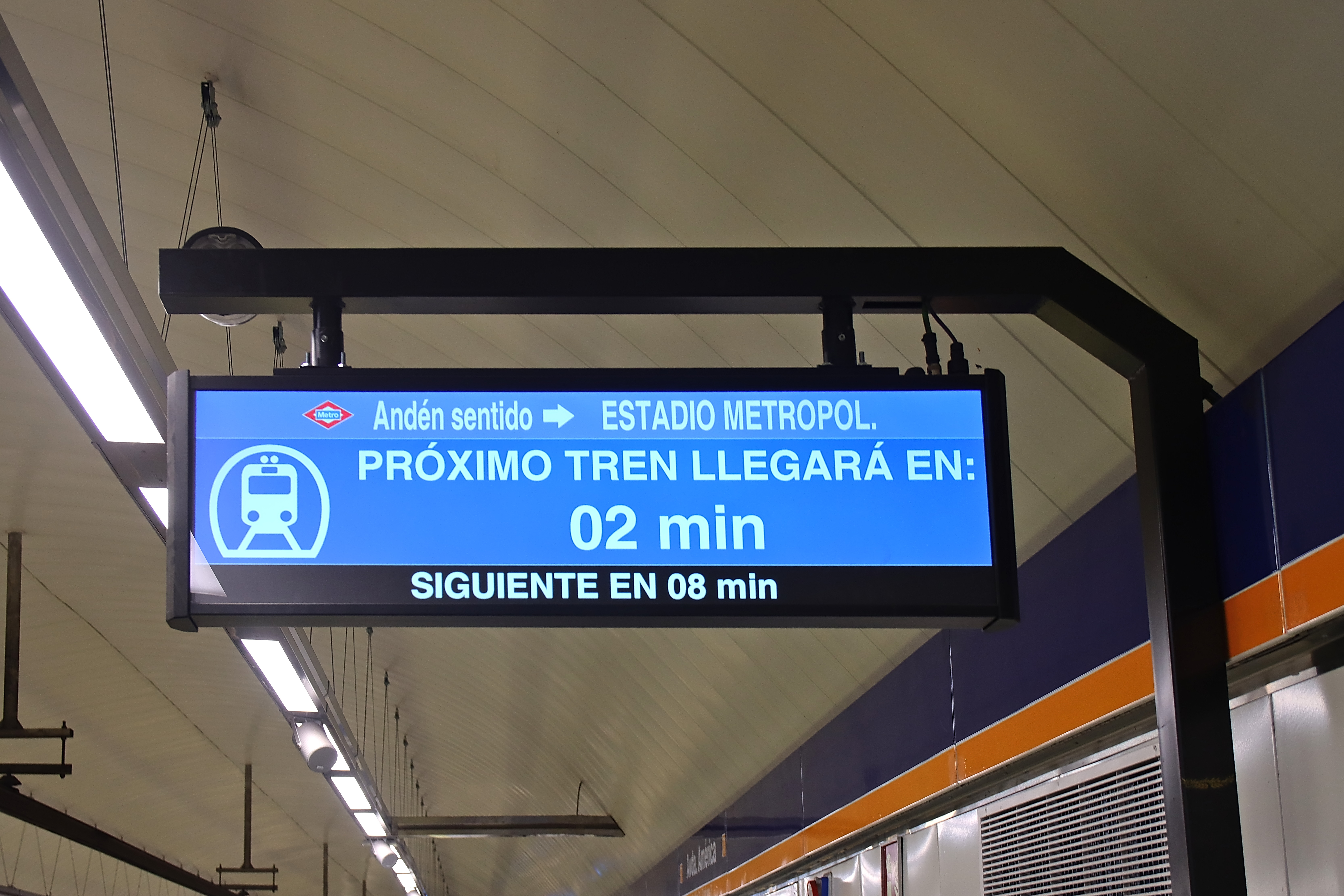
Nový informační panel na lince 7
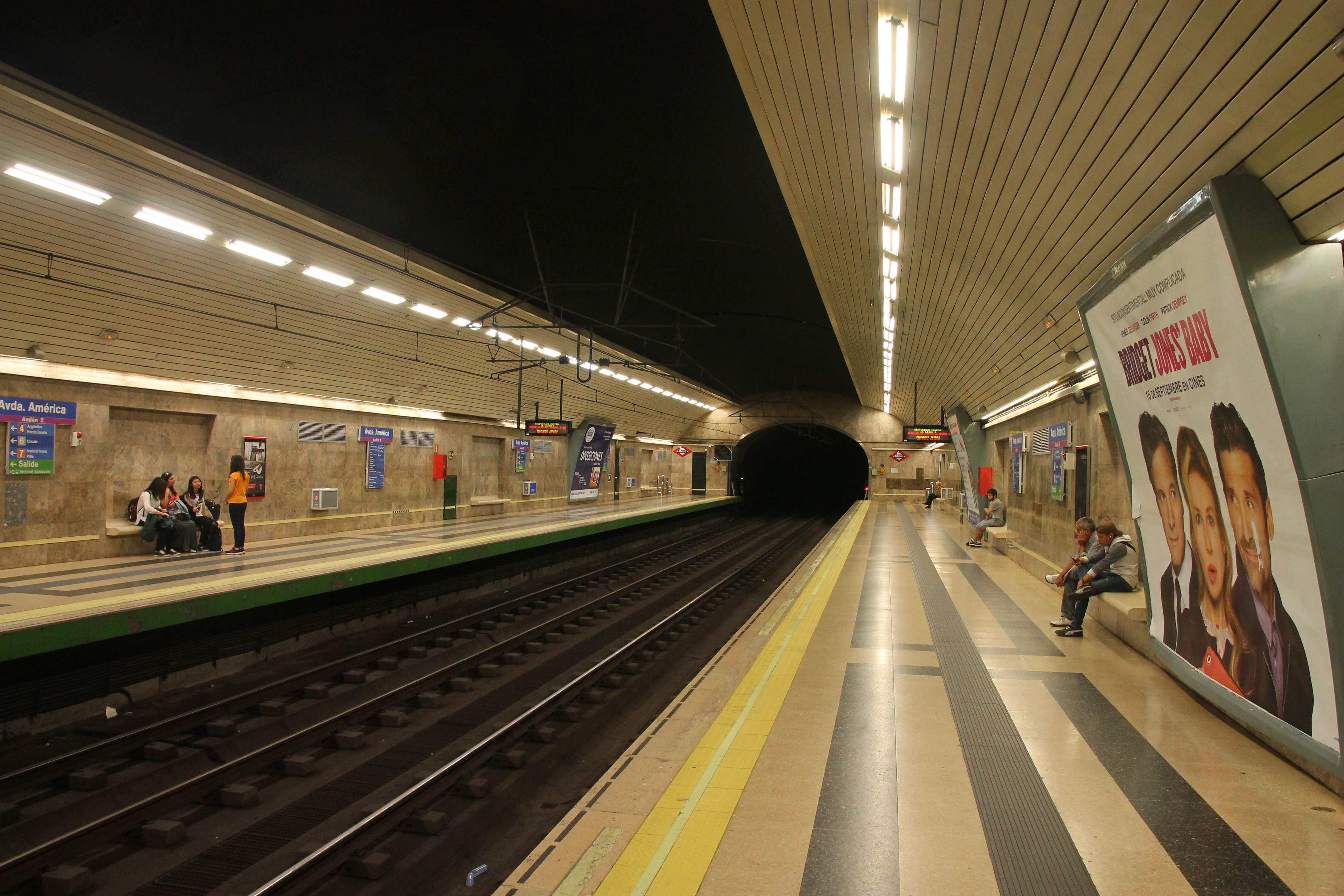
Nástupiště linky 9
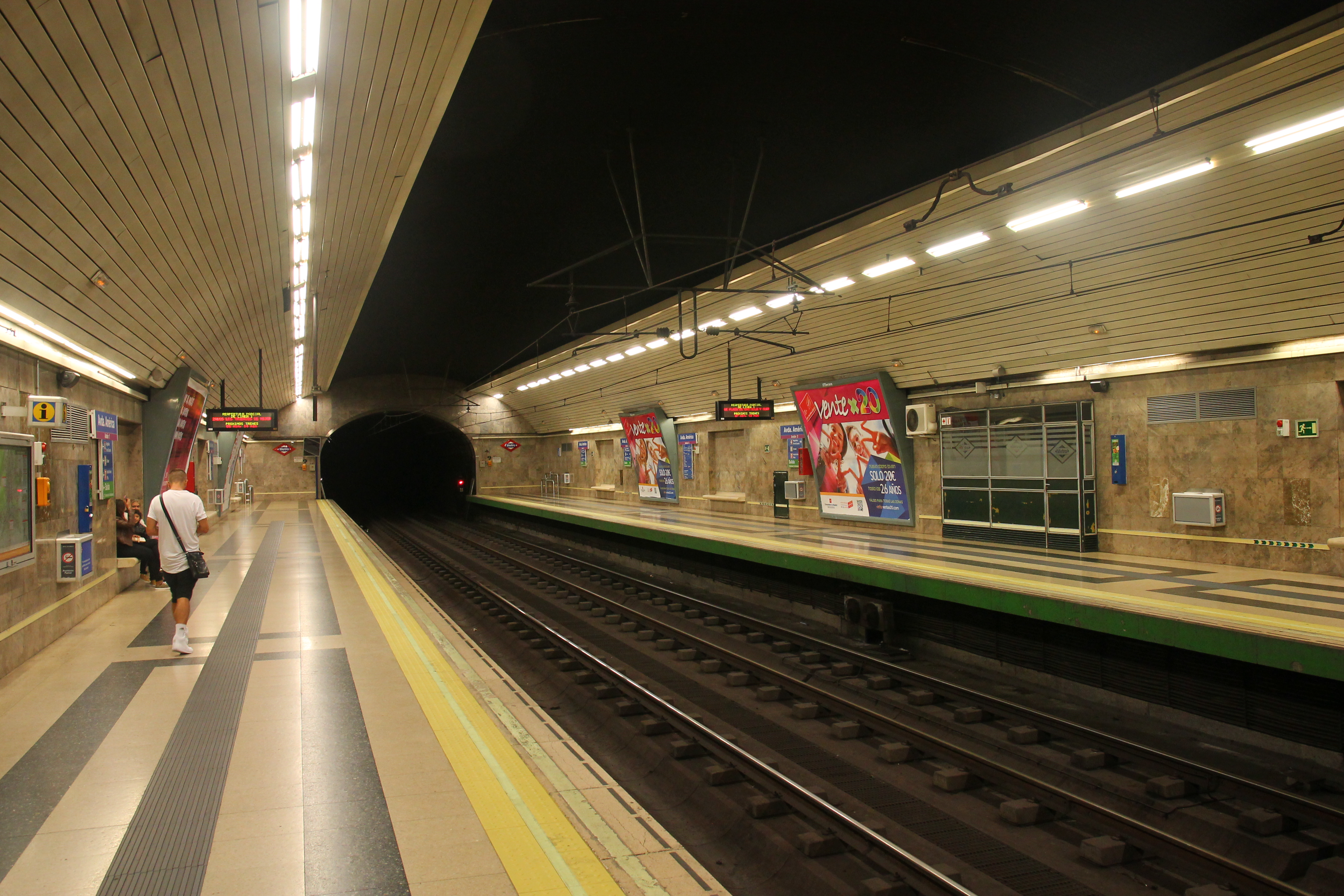
Nástupiště linky 9
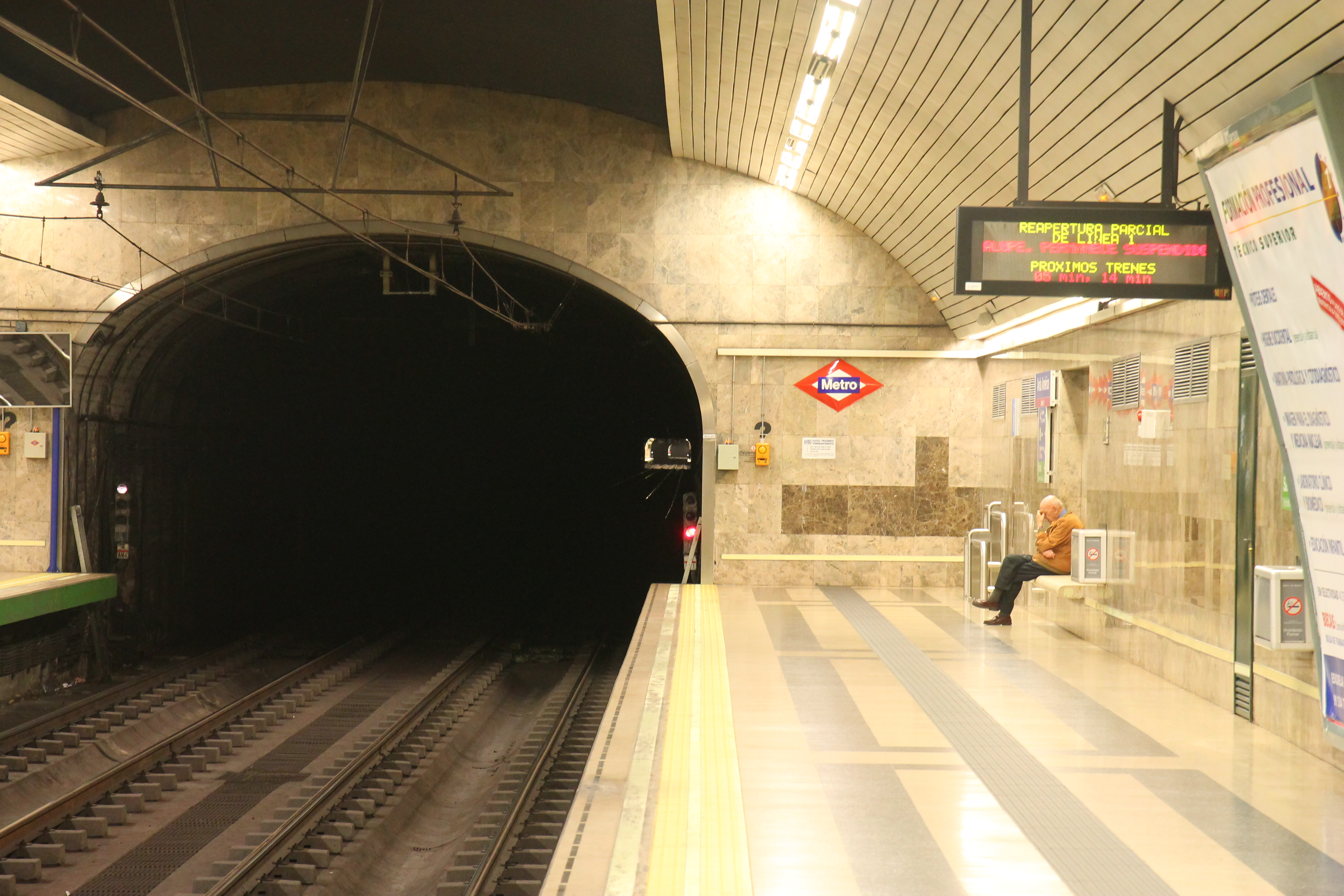
Průhled tunelem do stanice Núñez de Balboa na lince 9
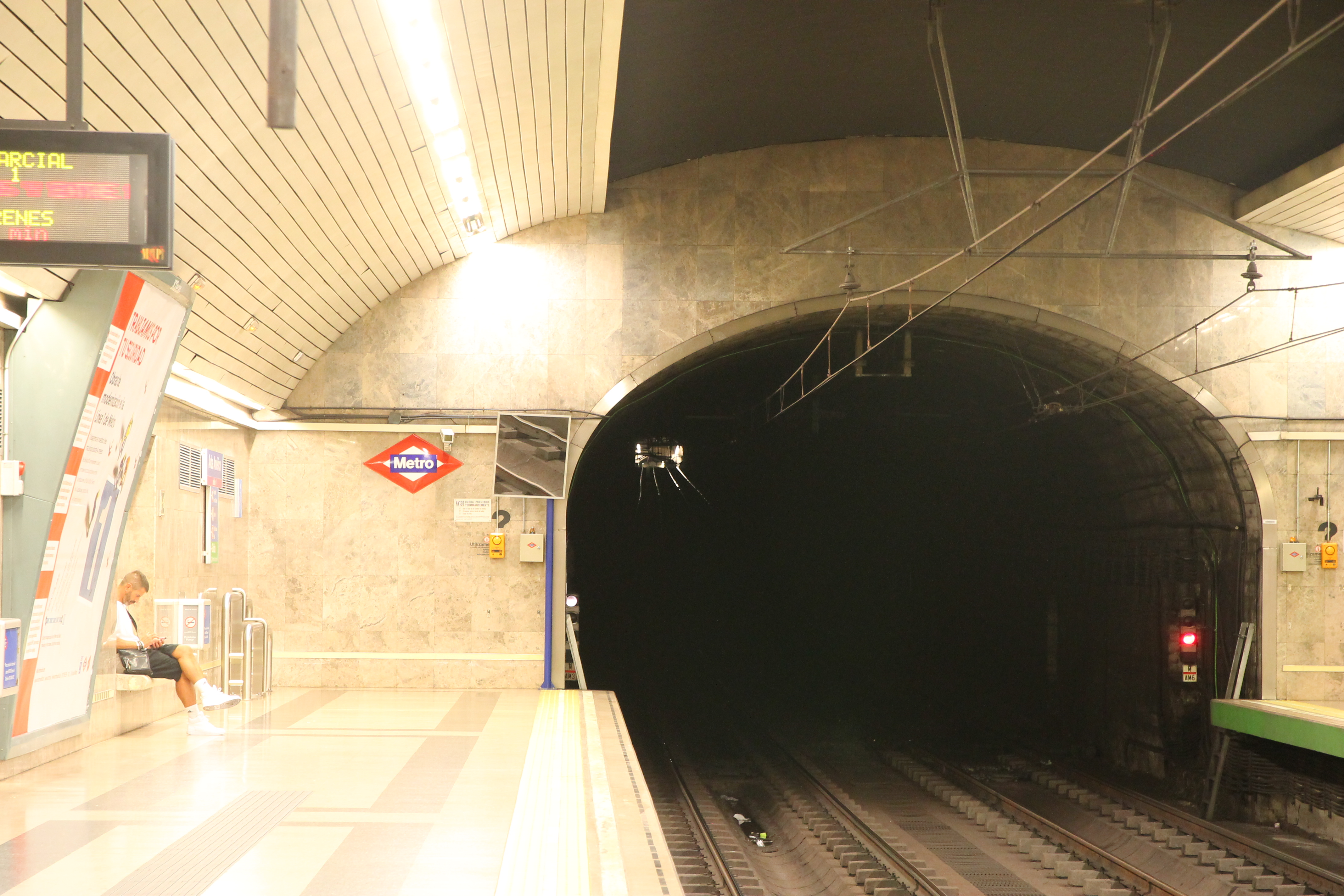
Průhled tunelem do stanice Cruz del Rayo na lince 9
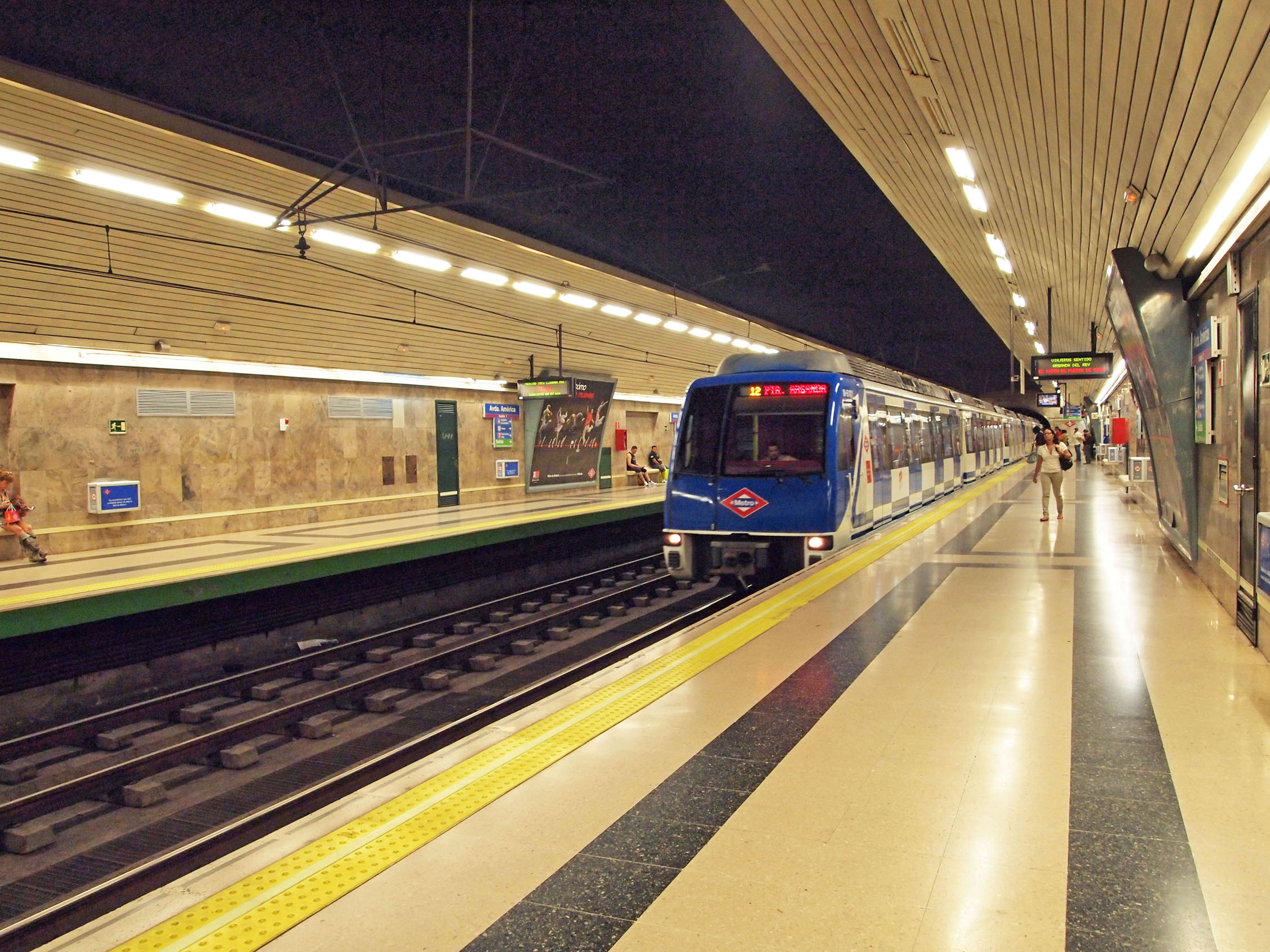
Souprava řady 6000 na lince 9
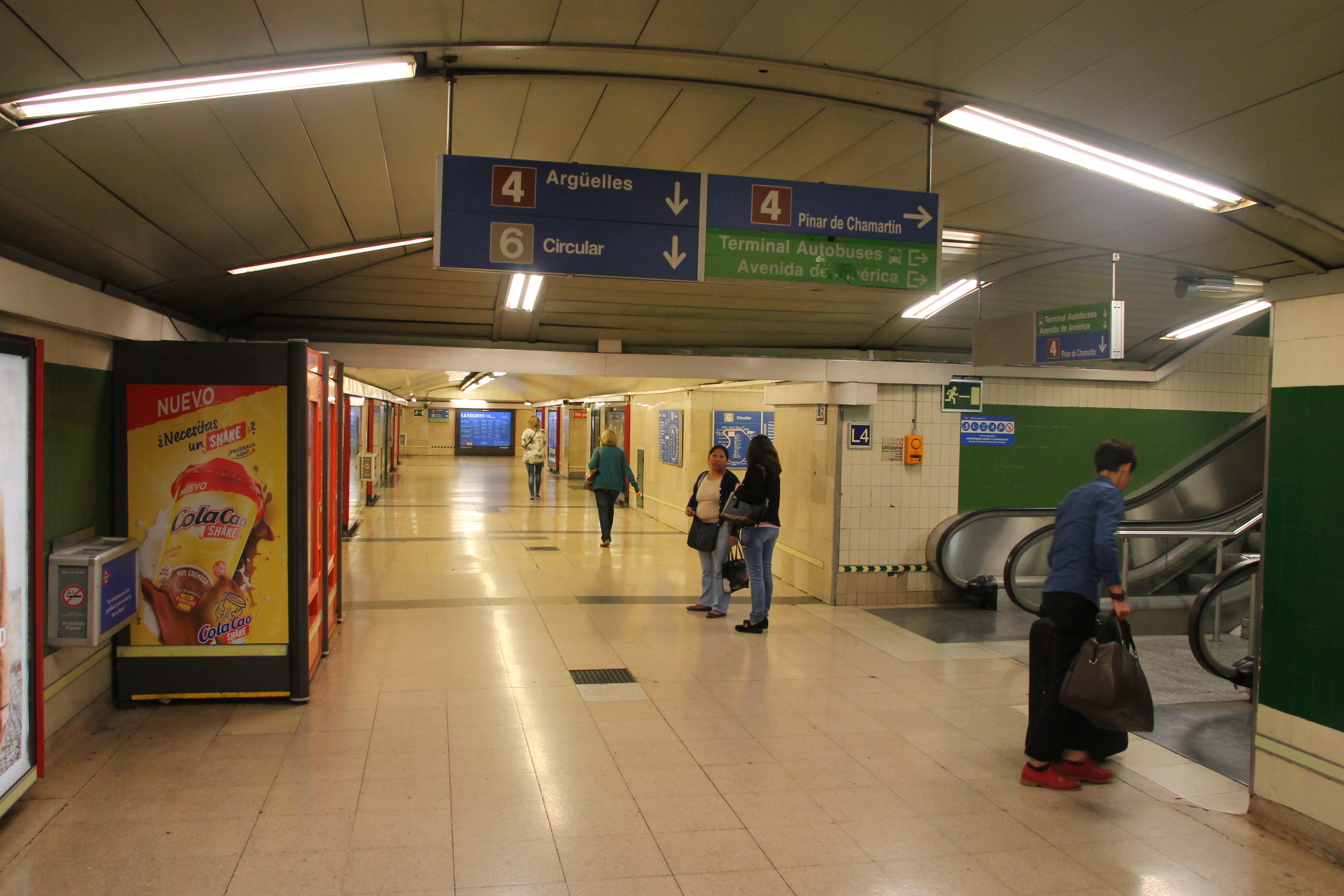
Chodby spojující linky
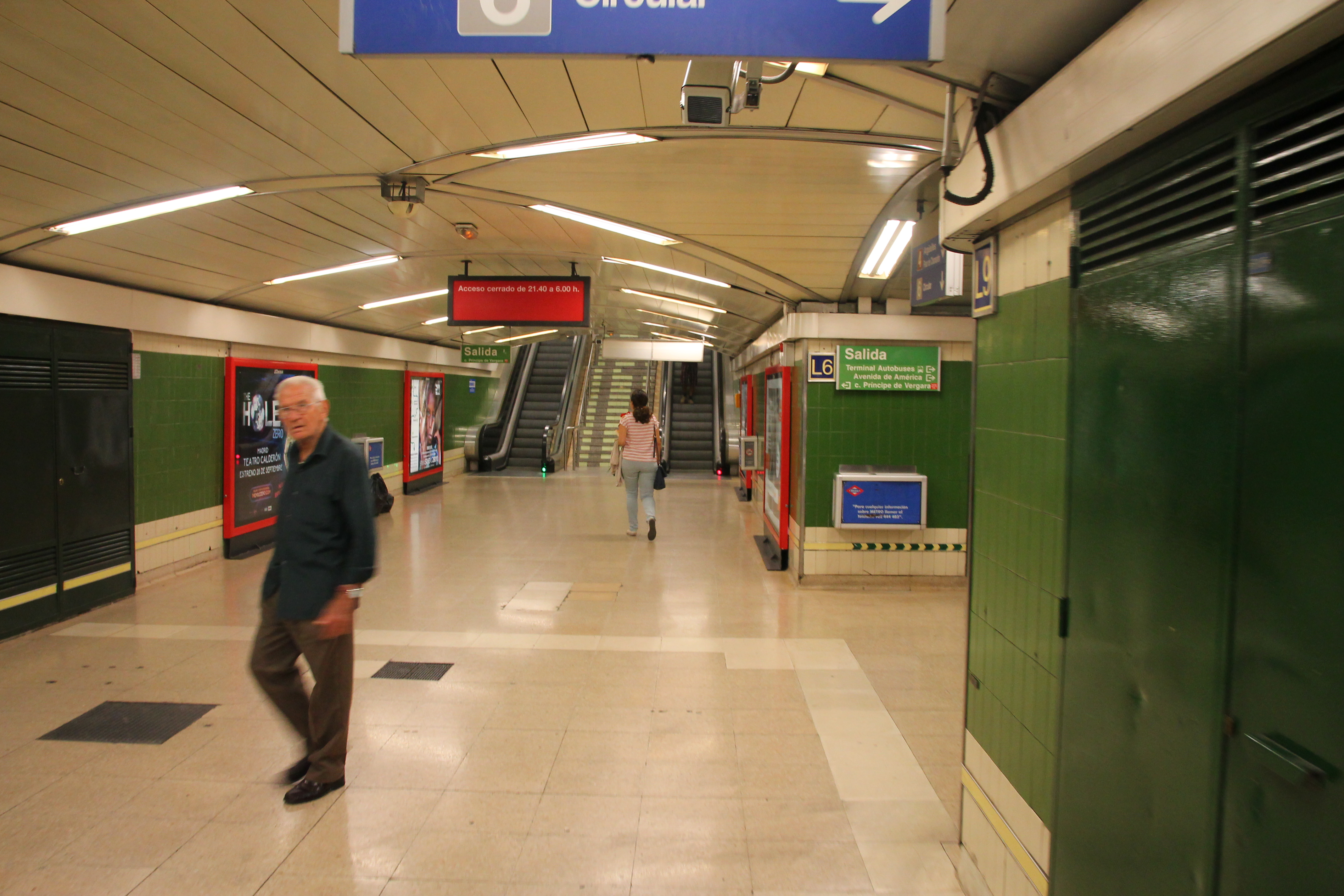
Chodby spojující linky
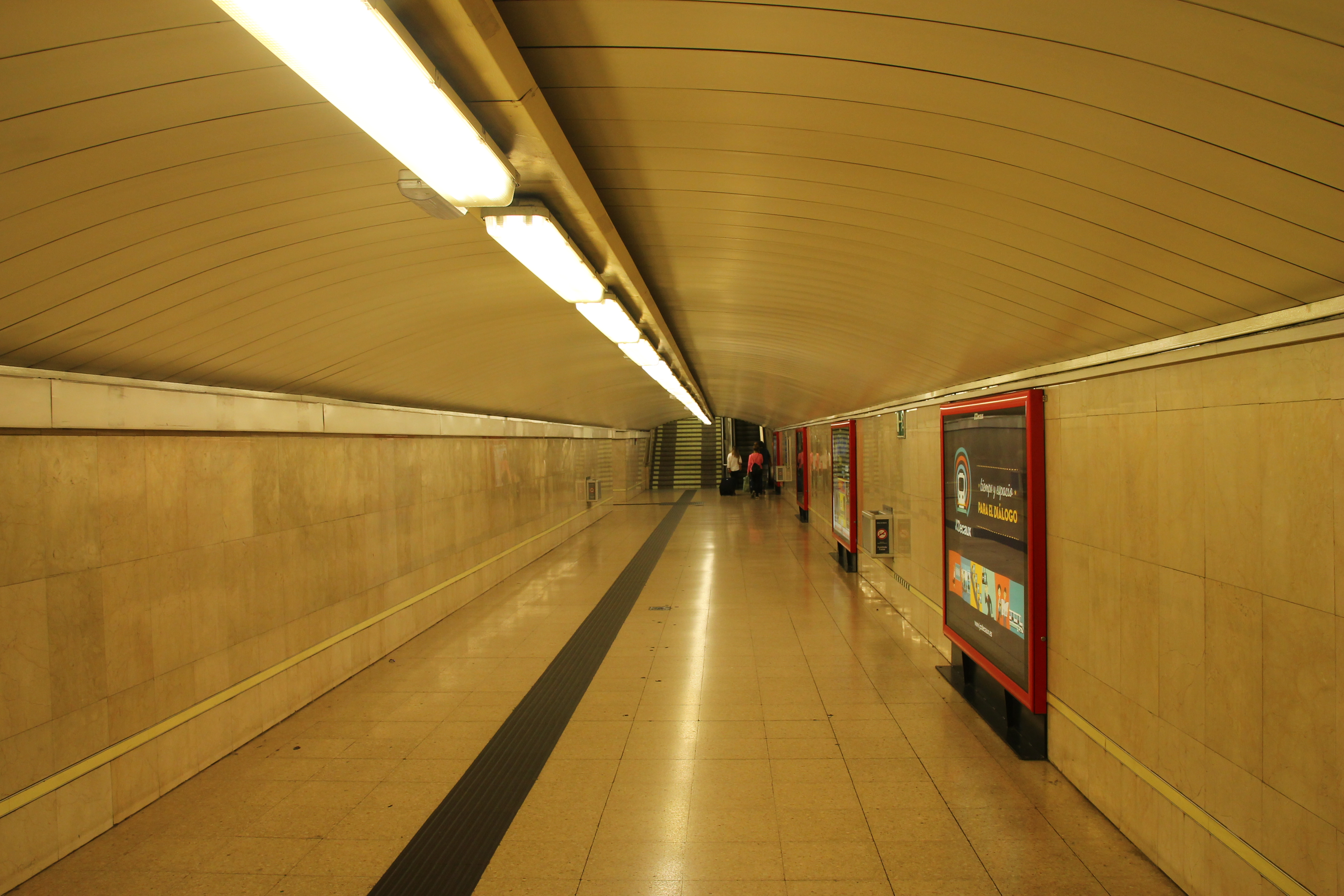
Chodby spojující linky
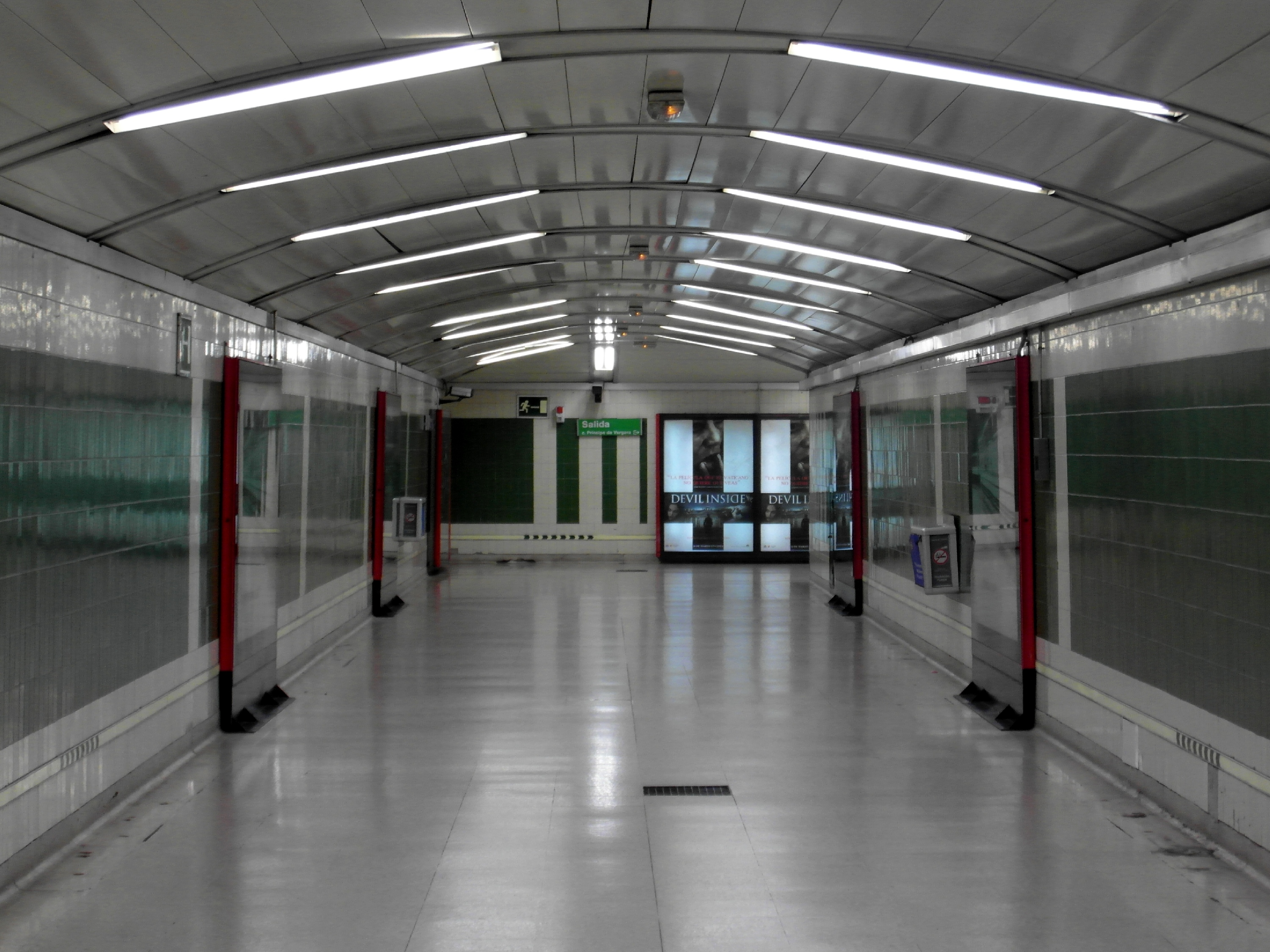
Chodby spojující linky
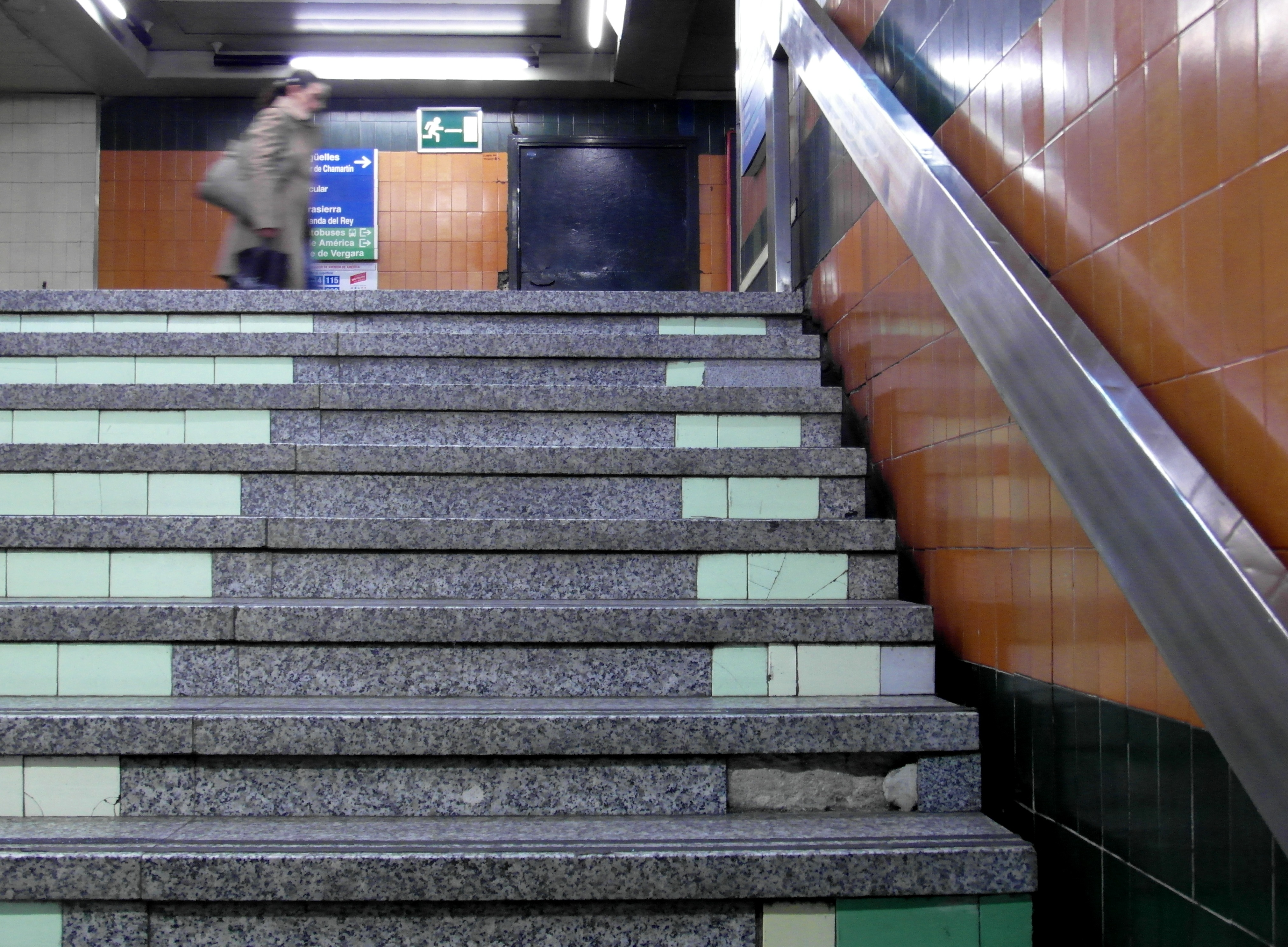
Schodiště na přestupu
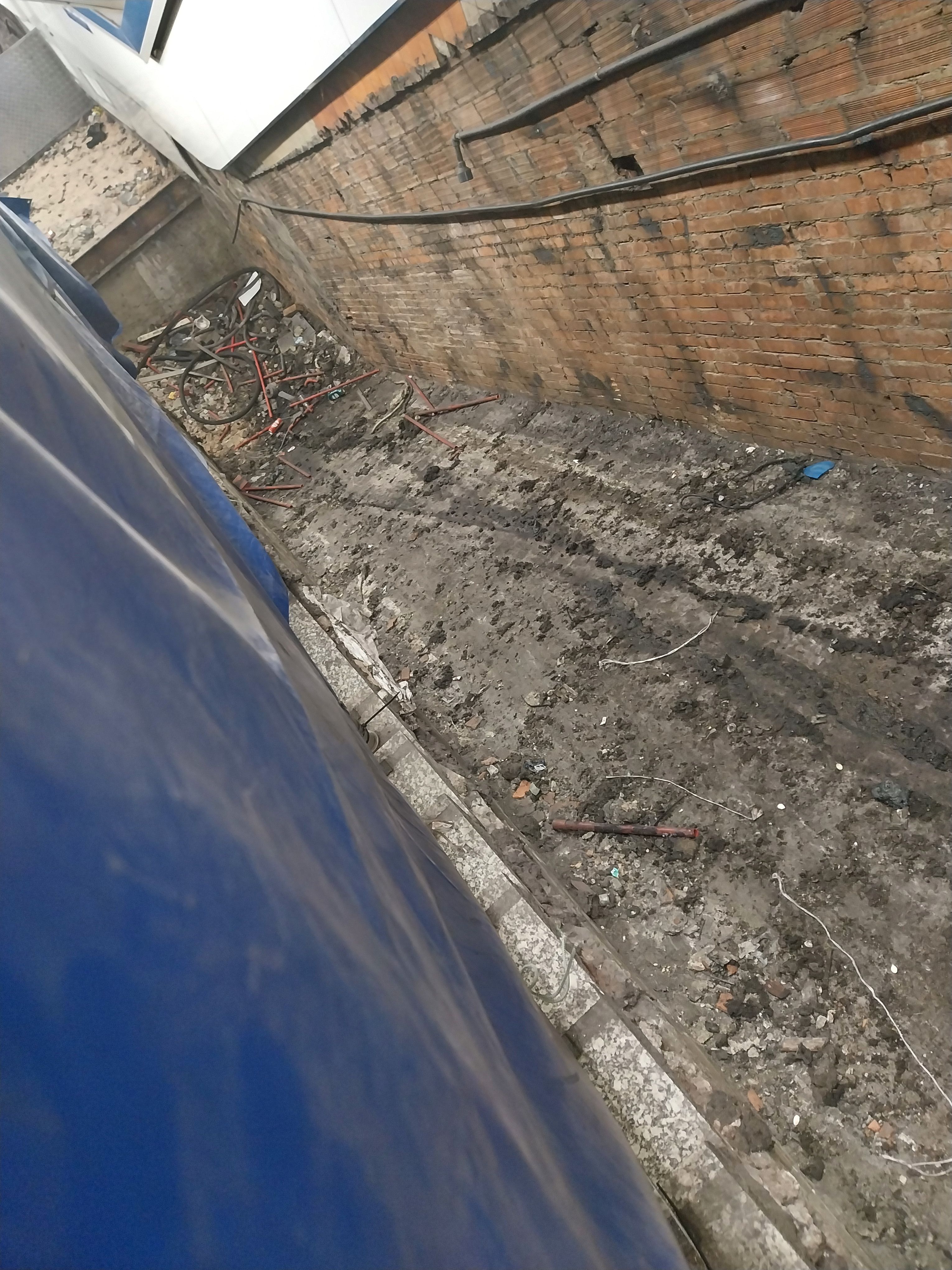
Rekonstrukce eskalátorů u linky 7 (2024)
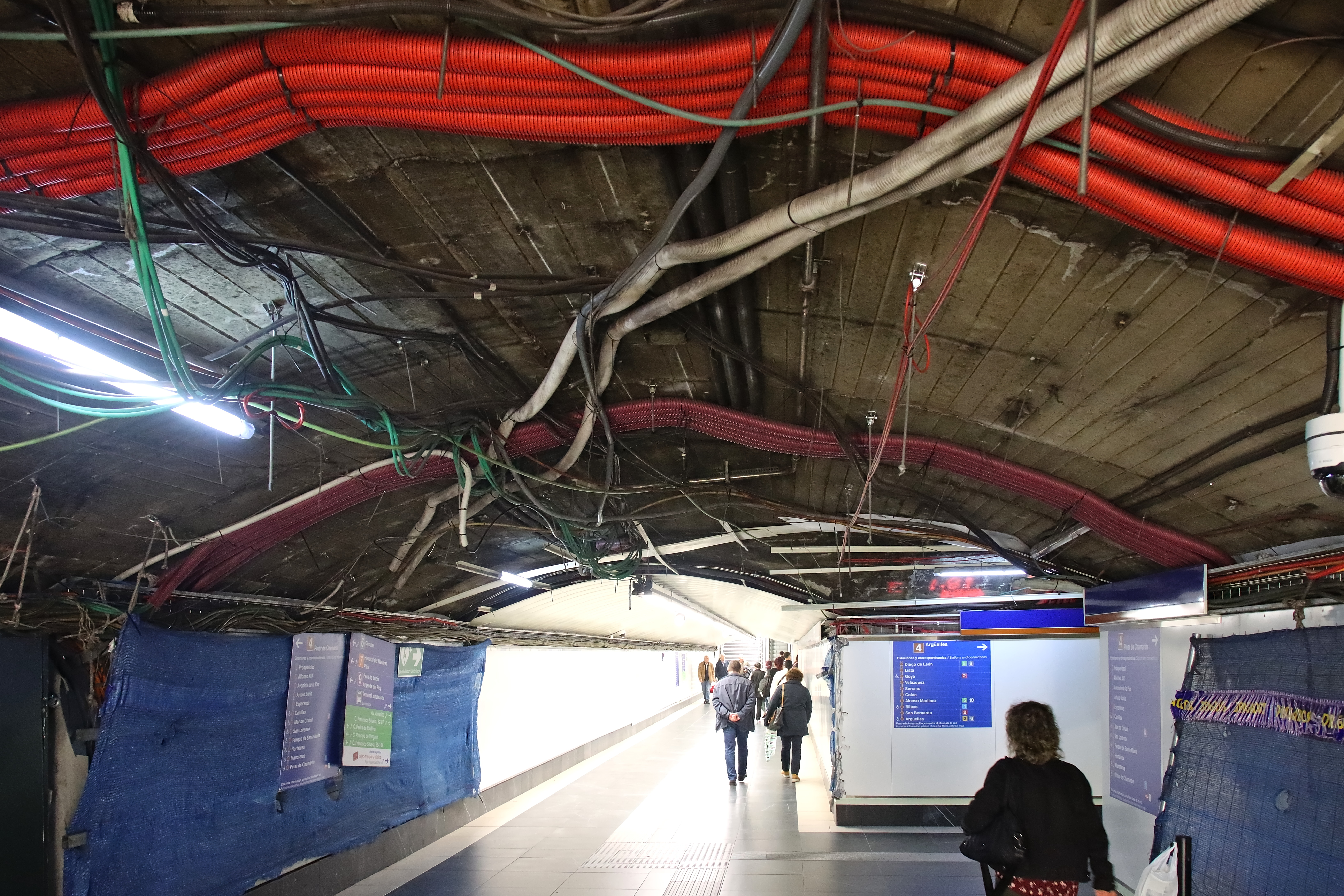
Rekontrukce přestupní chodby
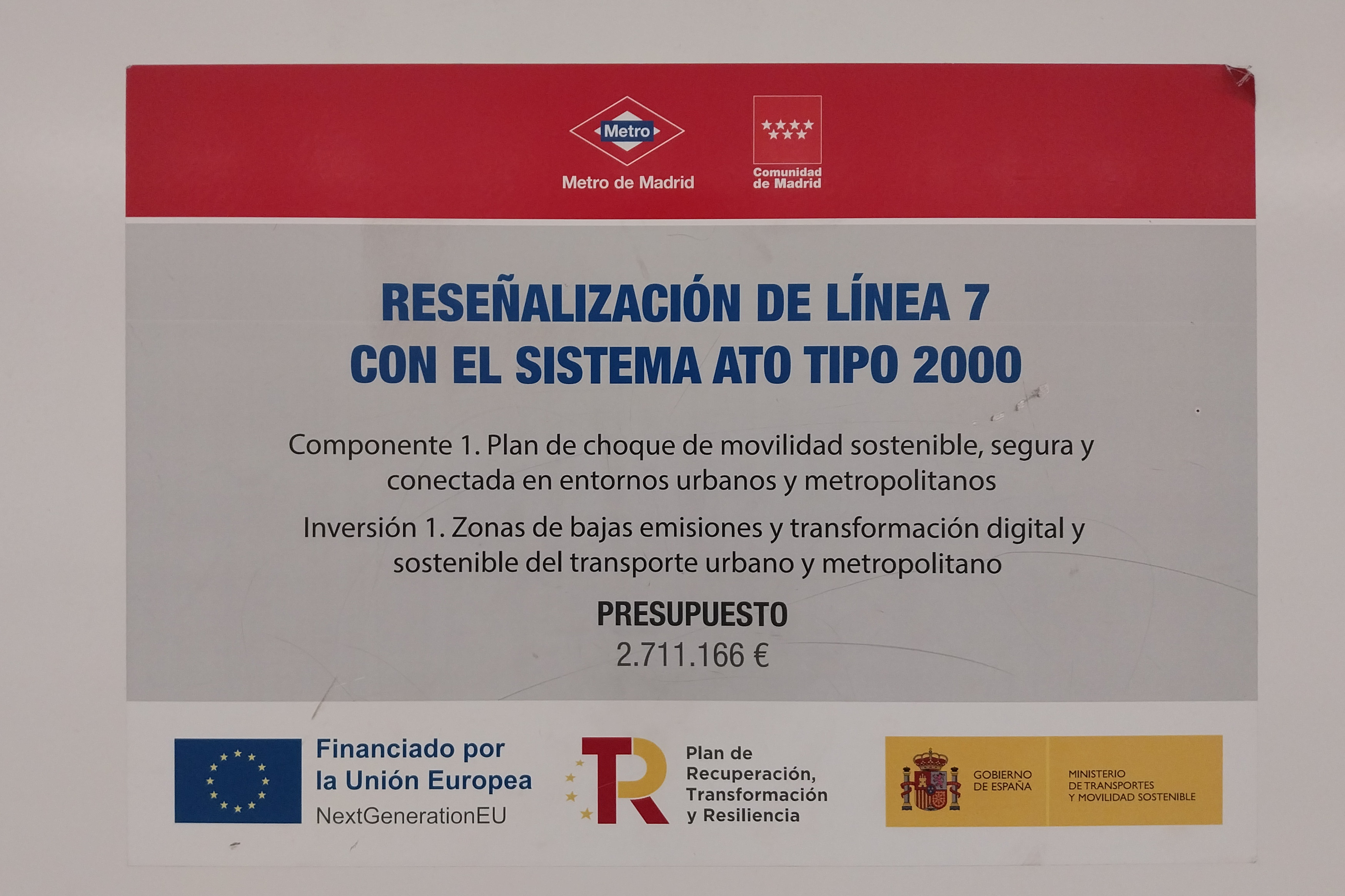
Tabulka upozorňující na probíhající rekonstrukce traťového zabezpečení
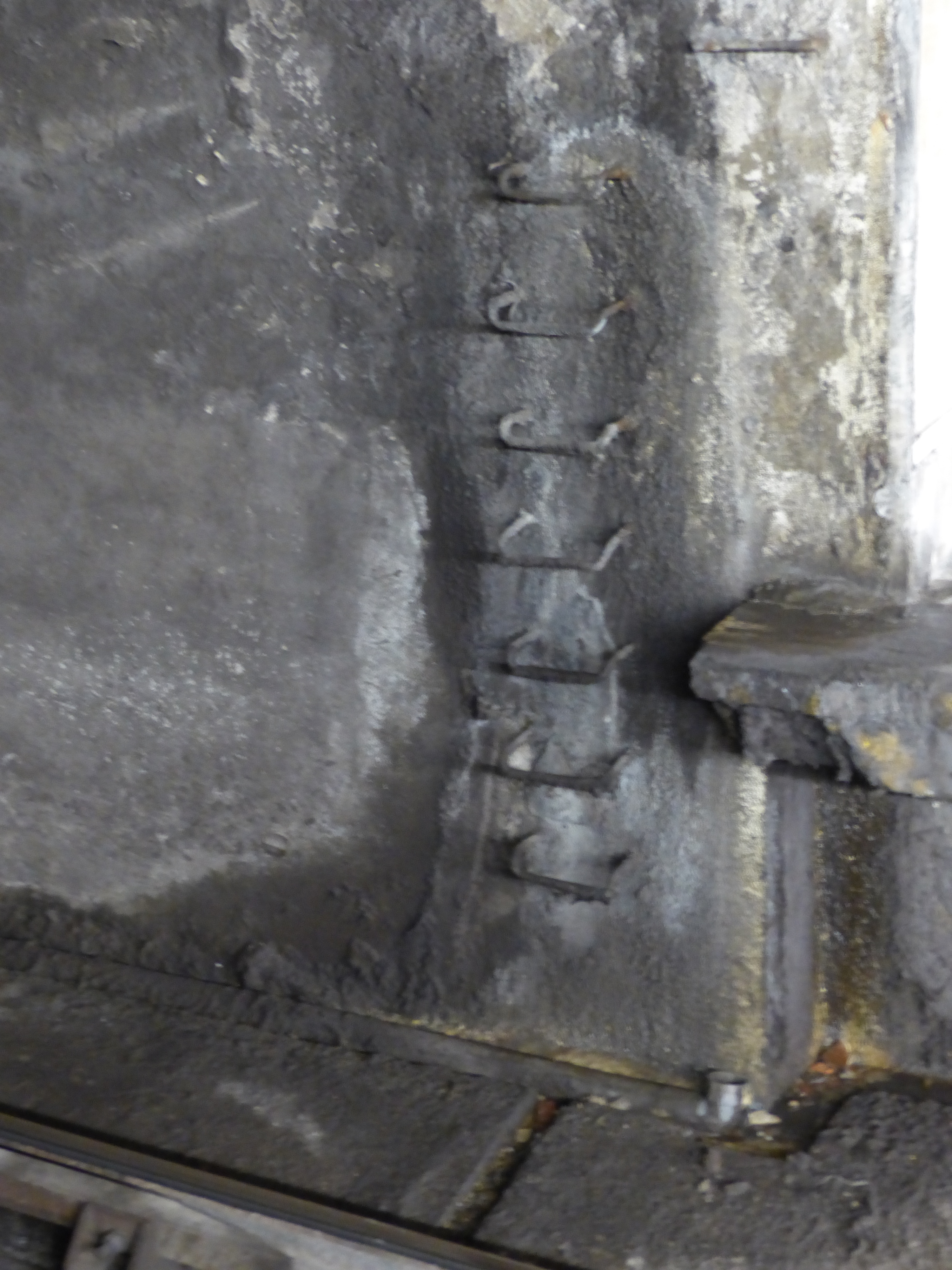
Schodiště do tunelu linky 7
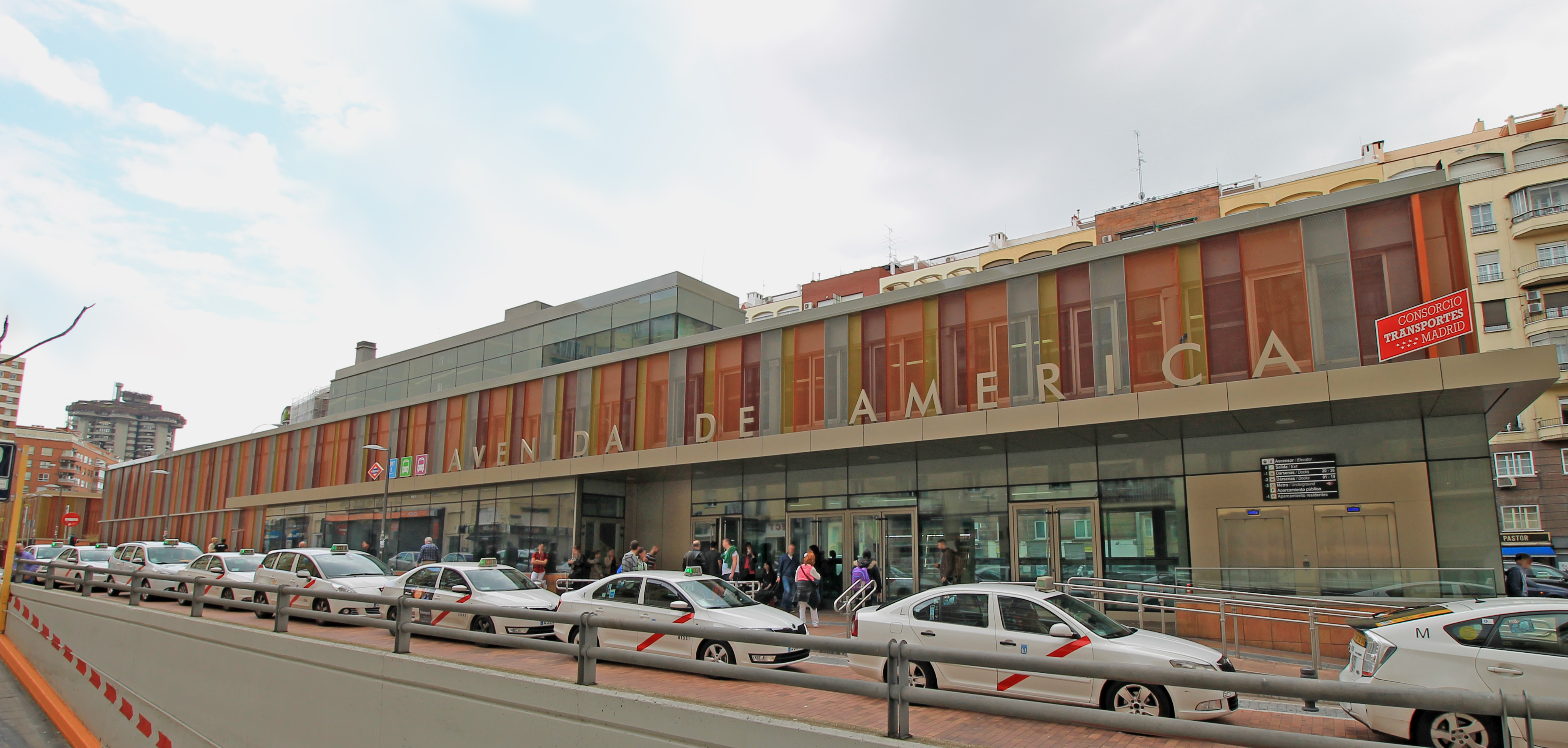
Vstup do stanice metra a autobusového terminálu